# Via Cavour (Firenze)
Via Camillo Cavour è una delle principali vie della zona nord del centro storico di Firenze.
La via venne intitolata allo statista piemontese a soli undici giorni dalla sua morte (esattamente il 17 giugno 1861), unendo due antiche vie, via Larga e via San Leopoldo, fino all'attuale piazza della Libertà, realizzata alcuni anni più tardi e anche essa successivamente chiamata piazza Cavour.
Ai tempi del Fantozzi (inizi anni 1840), aveva sede il Ministro del Regno di Sardegna presso il Granducato di Toscana.

## Via Larga

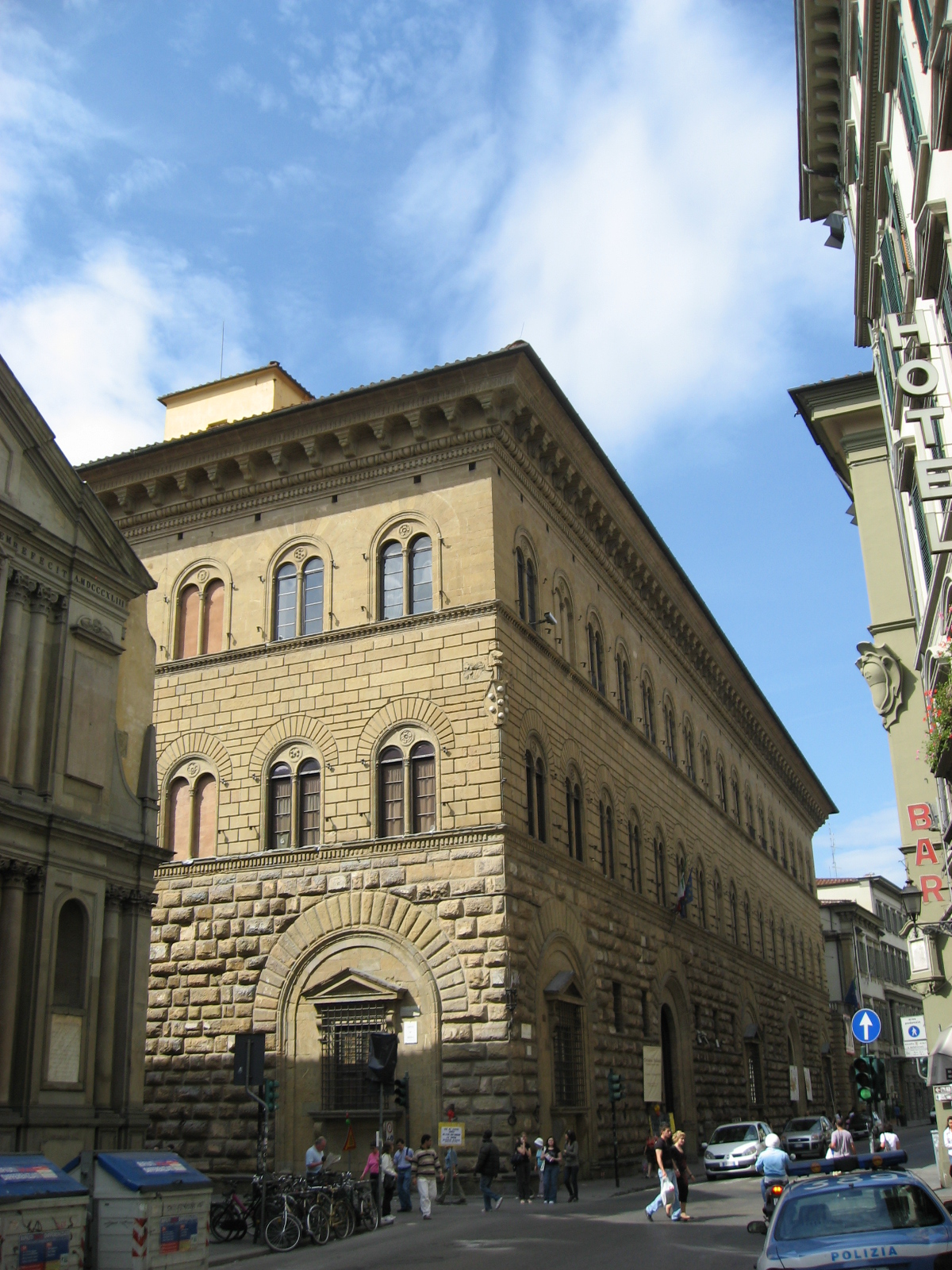
Palazzo Medici-Riccardi

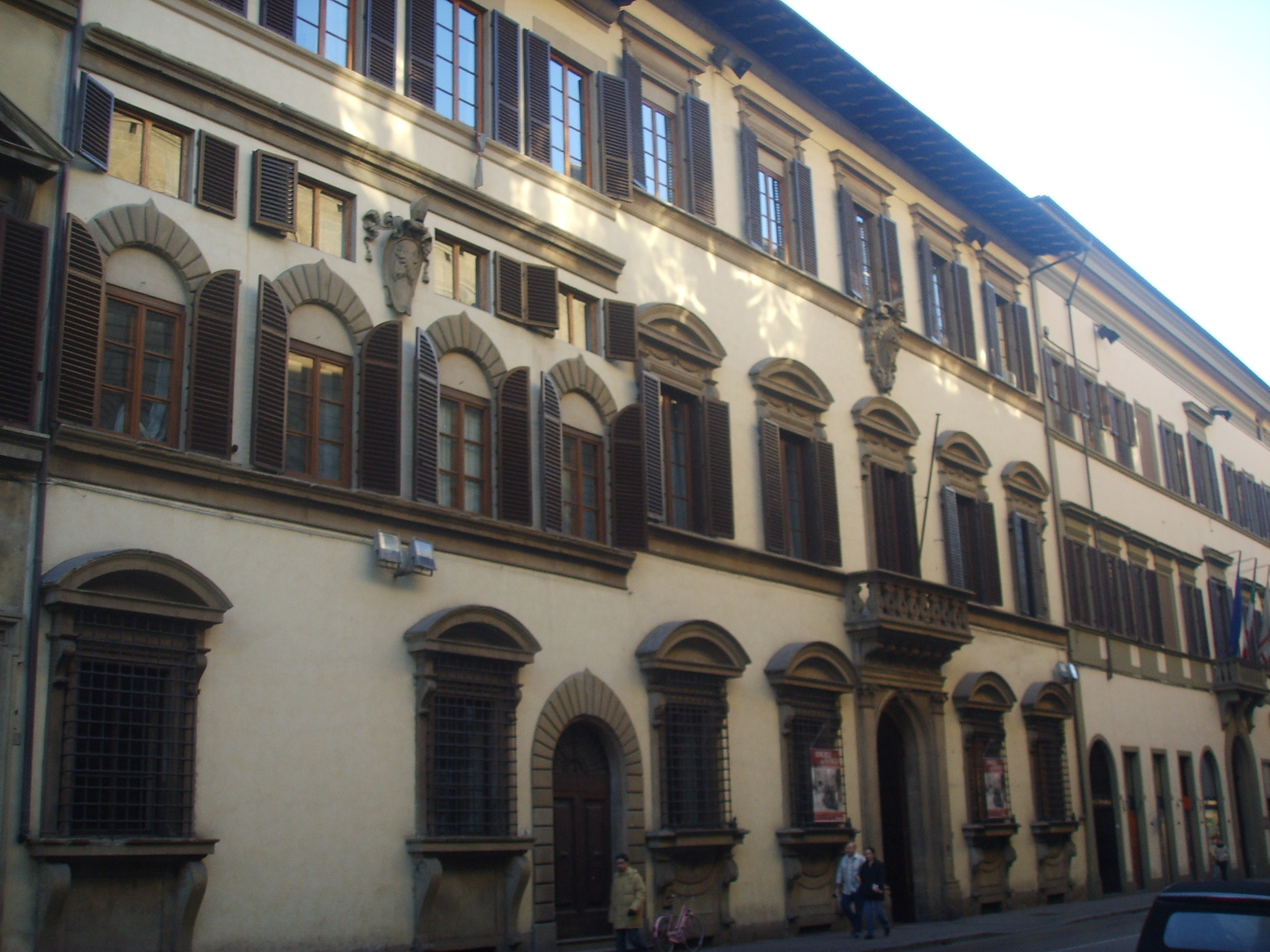
Palazzo Capponi-Covoni

La Via Larga era, come dice il nome stesso, una delle più ampie vie del centro di Firenze sin dall'antico e non è mai stata oggetto di ampliamenti successivi. Di fatto questa strada era ben più ampia della maggior parte delle piazze cittadine, e veniva spesso usata come sede di feste e manifestazioni, come, talvolta, le partite del calcio in costume.
Questa zona ebbe notevole sviluppo sul finire del Duecento, quando la nuova cinta muraria ampliò notevolmente verso nord i confini della città. La via principale era Via San Gallo, prolungamento dell'antico cardo romano, ma gradualmente si aprirono nuove vie sull'asse nord-sud: nel 1289 fu aperta una postierla nelle mura e fu ammattonata l'uscente via degli Spadai (oggi via de' Martelli, prolungamento di via Cavour fino a Piazza del Duomo), poi vennero tracciate entro la fine del secolo le vie di Cafaggio (via Ricasoli), di San Zanobi, e di Santa Reparata; nel 1308 vennero tracciate e dotate di pavimentazione via dei Fibbiai e via Gino Capponi.
Per agevolare il passaggio delle merci che continuavano ad affollare la stretta Via San Gallo, solo tra il 1322 e il 1325 si decise la costruzione di una nuova strada parallela, in particolare per dirottare il traffico dei contadini che portavano grano e fieno alla loggia di Orsanmichele, allora ancora mercato delle granaglie, creando una strada di grandezza così eccezionale da far valere la pena a commercianti di allungare un po' la via a fronte di un ben più confortevole passaggio. La strada da via degli Spadai arrivava solo fino all'attuale Piazza San Marco e non sfociava verso le mura.
Via Larga rimase una strada secondaria, piuttosto tranquilla e con poche attività commerciali. La svolta cruciale per la via si ebbe quando i Medici, allora una famiglia di mercanti come tante, vi comprò alcune case e terreni nella prima metà del Trecento, dando alla strada un aspetto più residenziale. Fu Cosimo il Vecchio, nella seconda metà del Quattrocento, a trasformarla definitivamente nel "quartiere mediceo", grazie ad un'attenta opera di finanziamento di imprese architettoniche: San Lorenzo, il Palazzo Medici e San Marco, poi coronate dall'acquisto del cosiddetto giardino di San Marco.
Il Palazzo Medici Riccardi fu realizzato da Michelozzo dal 1444 ed è uno dei più bei palazzi rinascimentali, che fissò i canoni di tutta l'architettura civile successiva. L'edificio cubico aveva un aspetto esterno imponente ma sobrio ed austero, e si sviluppava attorno a un cortile centrale. L'elemento peculiare fu l'uso del bugnato digradante ai vari piani, che ancora oggi da un effetto di slancio alla massiccia solidità della struttura. All'interno del Palazzo si realizzarono nel tempo numerose decorazioni. Una delle prime fu la Cappella dei Magi, capolavoro ad affresco del fiorentino Benozzo Gozzoli, quale cappella privata di famiglia (1459). Nel 1659 il palazzo ormai desueto venne venduto dall'allora Granduca Ferdinando II de' Medici alla famiglia Riccardi, ricchi banchieri di origine tedesca. Essi mantennero sostanzialmente invariata la parte antica del palazzo ma ne intrapresero il raddoppio costruendo un corpo identico verso il lato nord. Risale a questo periodo la Galleria degli specchi affrescata da Luca Giordano.
Il Palazzo Medici fu solo il primo di una lunga serie di palazzi aristocratiche che furono via via costruiti sulla via. Davanti al Palazzo Medici si trova il seicentesco Palazzo Panciatichi, oggi appartenente alla Regione Toscana, costruito per conto del cardinale Bandino Panciatichi. Sullo stesso lato si affacciano il Palazzo Capponi-Covoni e il Palazzo Bastogi, quest'ultimo ristrutturato da Giuseppe Poggi. Al numero tredici una breve epigrafe ricorda la casa dove dimorò alcun tempo Gioachino Rossini.
Palazzo Bartolommei, di Gherardo Silvani, oggi ospita un istituto di credito, mentre poco più avanti sul lato opposto si trova una targa che ricorda il sito del caffè Michelangelo; una targa al numero 37 ricorda il palazzo dove morì Giovan Battista Niccolini, il 20 settembre 1861. In questo tratto, al numero 28, il senatore Giovanni Spadolini aveva una casa e vi teneva una parte della sua ricchissima biblioteca. Al 29 una palazzina ha sul portalke un'iscrizione in greco: "ΤΟΥ ΑΡΧΙΤΕΚΤΟΝΟΣ ΤΟ ΣΦΑΛΜΑ - ΚΑΙΠΕΡ ΔΕΔΙΟΡΘΩΜΕΝΟΝ ΒΛΕΠΕΤΩ" ("l'errore dell'architetto, benché corretto, si vede"), con riferimento al portale non in asse, ma ben mimetizzato. Accanto si trova il palazzo di Bernardetto de' Medici, già noto per i suoi giardini, e sull'altro lato dell'incrocio con via Guelfa il palazzo Orlando, dal bugnato neorinascimentale. Un po' più avanti si trova la facciata a graffito su Via Cavour di Palazzo Fenzi-Marucelli e accanto l'ingresso della settecentesca Biblioteca Marucelliana, la prima biblioteca pubblica di Firenze. 
All'angolo con via degli Arazzieri, già su piazza San Marco, l'ex convento di Santa Caterina ospita oggi caserma del Comando militare tosco-emiliano. La grande epigrafe ricorda il generale Antonio Baldissera, capo delle truppe italiane in Eritrea.
Sul lato opposto si trova il Tabernacolo della Madonna della Rosa (la Vergine ha infatti una rosa bianca in mano), attribuito al miniaturista fiorentino Gherardo di Giovanni (fine XV secolo). Essendo dipinti anche gli spessori laterali, la scena comprende la Madonna con Bambino e i santi Giovanni Battista, Francesco, Girolamo, Domenico, Zanobi e altro santo non identificato (san Michele?).
In via Cavour è presente il consolato della Grecia ed il consolato dei Paesi Bassi.

## Via San Leopoldo

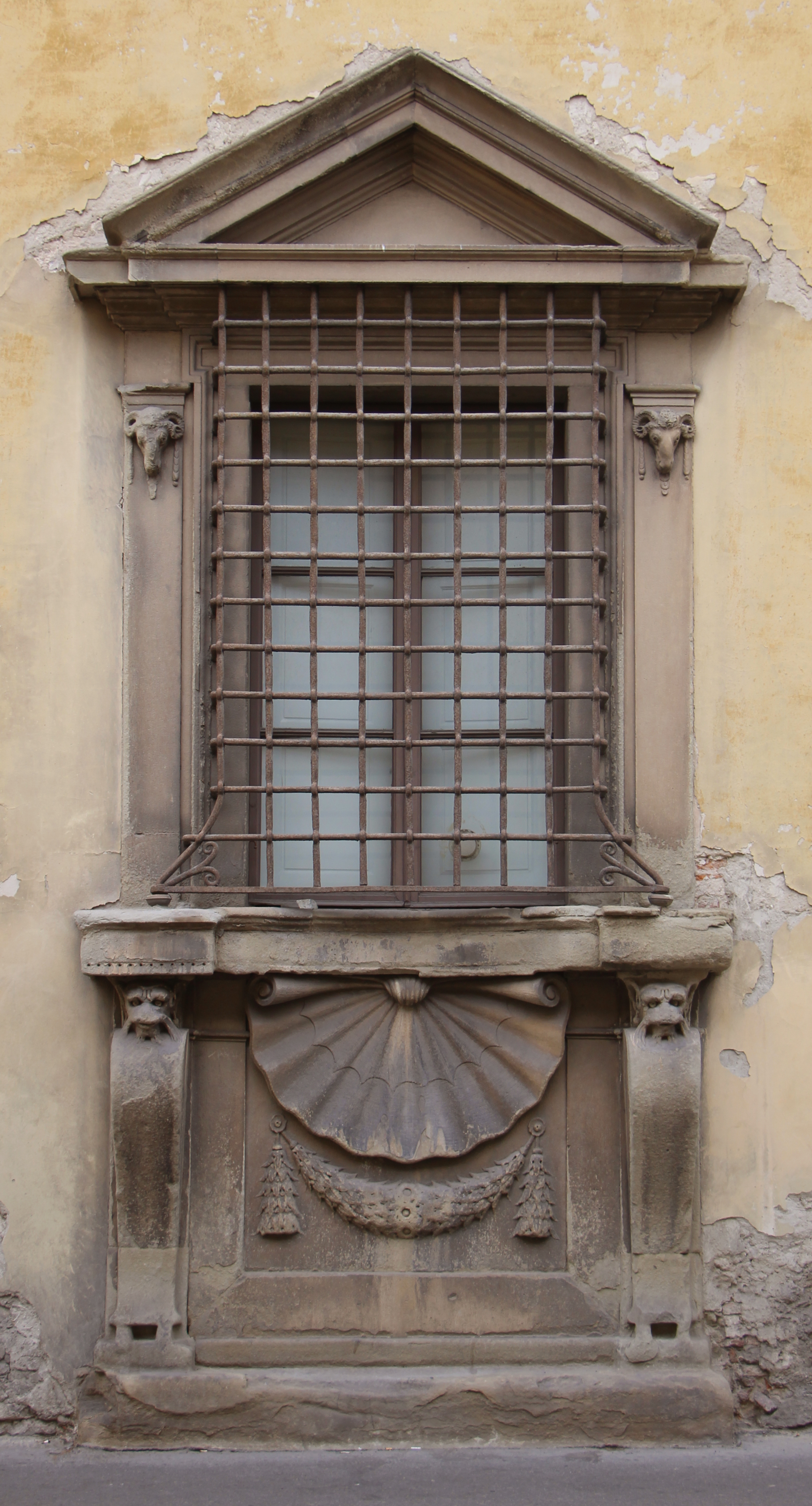
Finestra del Casino Mediceo

Passata Piazza San Marco inizia il secondo tratto di via Cavour. Il prolungamento della strada fino alle mura è piuttosto recente e risale al 1826-1830 quando il Granduca Leopoldo II la dedicò al suo patrono protettore. Passata la Palazzina della Livia, tra le prime villette di fine del Settecento, una lapide ricorda lo scomparso Giardino di San Marco.
Si costeggia sul lato est il convento di San Marco dei Domenicani, dove si può vedere ancora il vecchio ingresso della Farmacia di San Marco, gemella di quella di Santa Maria Novella, chiusa in seguito alle soppressioni monastiche, che ancora mostra i listini ottocenteschi dei prodotti, scolpiti su lastre di marmo.
Dall'altro lato si venne a trovare l'ingresso del Casino di San Marco, dopo il taglio del giardino e l'apertura della via, mentre prima l'accesso principale era su Via San Gallo. Questo luogo di delizie fu realizzato da Bernardo Buontalenti per Francesco I de' Medici dal 1574. Notevoli sono le decorazioni zoomorfe del portale e delle finestre, tipiche del manierismo più fantasioso.
Poco più avanti si riconosce l'entrata dai tipici spioventi a capanna di un edificio religioso. In realtà quello che resta è solo una parte di un complesso appartenuto alla Compagnia dei Disciplinati di San Giovanni Battista, detta degli Scalzi, il cosiddetto Chiostro dello Scalzo, un vero gioiello poco conosciuto di Firenze. Nell'ariosa architettura progettata da Giuliano da Sangallo Andrea del Sarto nel corso di tutta la sua vita realizzò uno splendido ciclo di affreschi a monocromo, dove si può ammirare tutta la sua evoluzione stilistica.
La parte rimanente della via verso Piazza della Libertà è tipicamente novecentesca, con sobri palazzi residenziali. Al numero 94 si trova un palazzo progettato da Giacomo Roster dove abitò Egisto Paolo Fabbri.

## Altre immagini

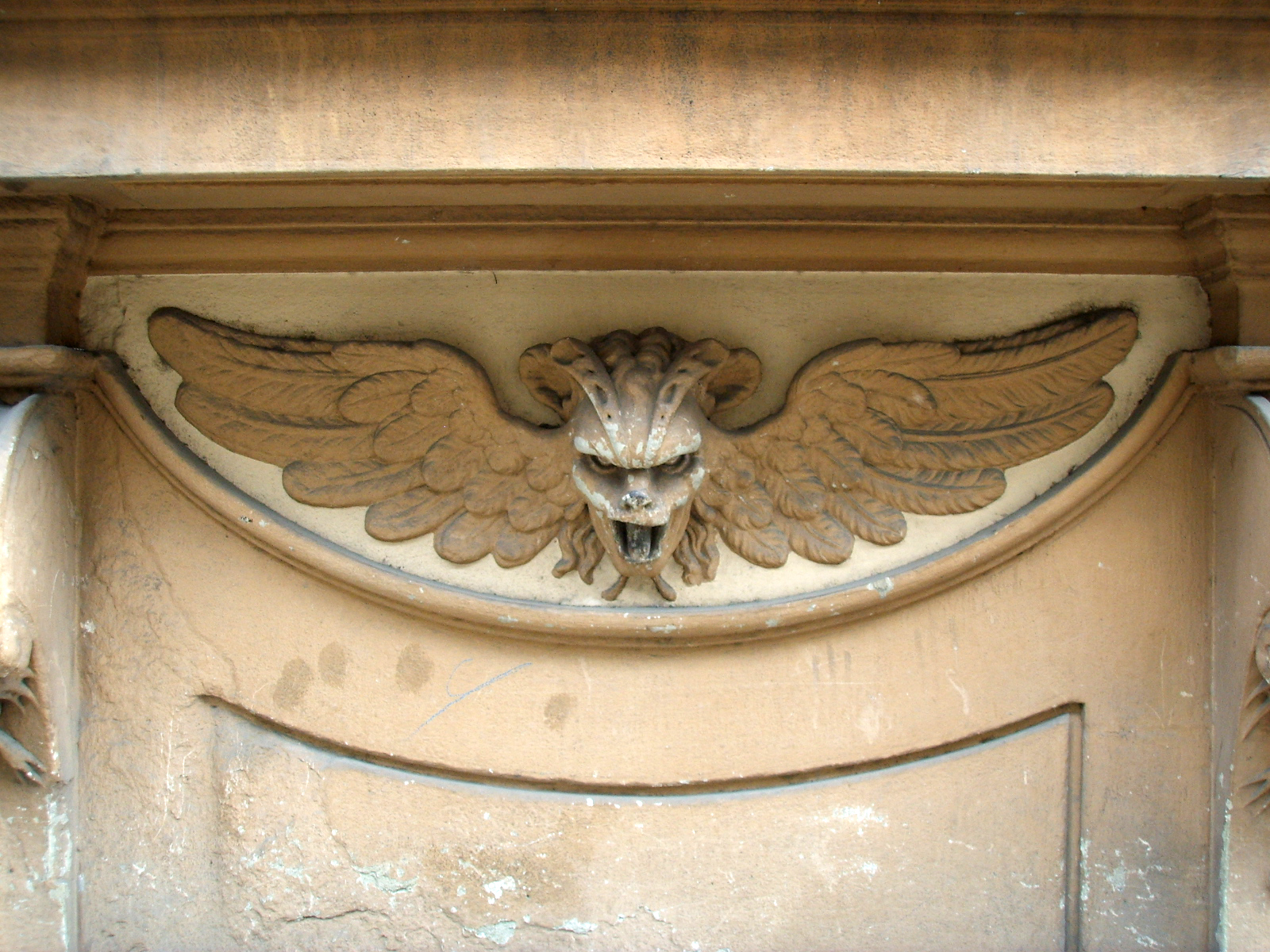
Decorazione di Palazzo Bartolommei
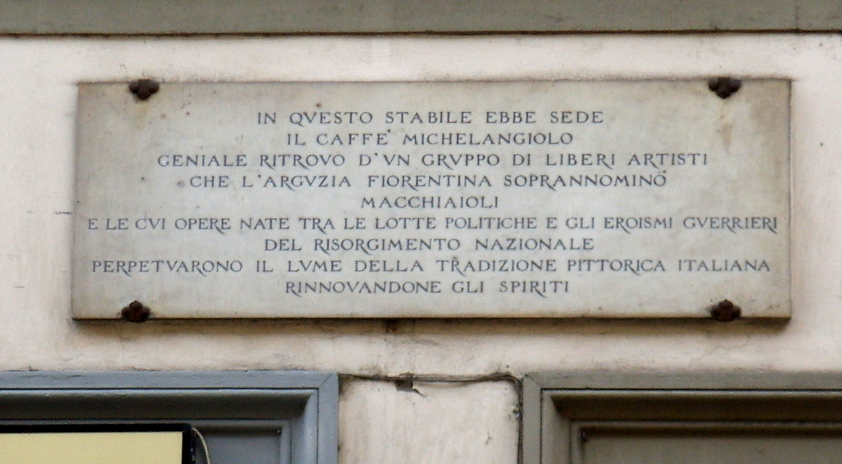
La targa del Caffè Michelangelo
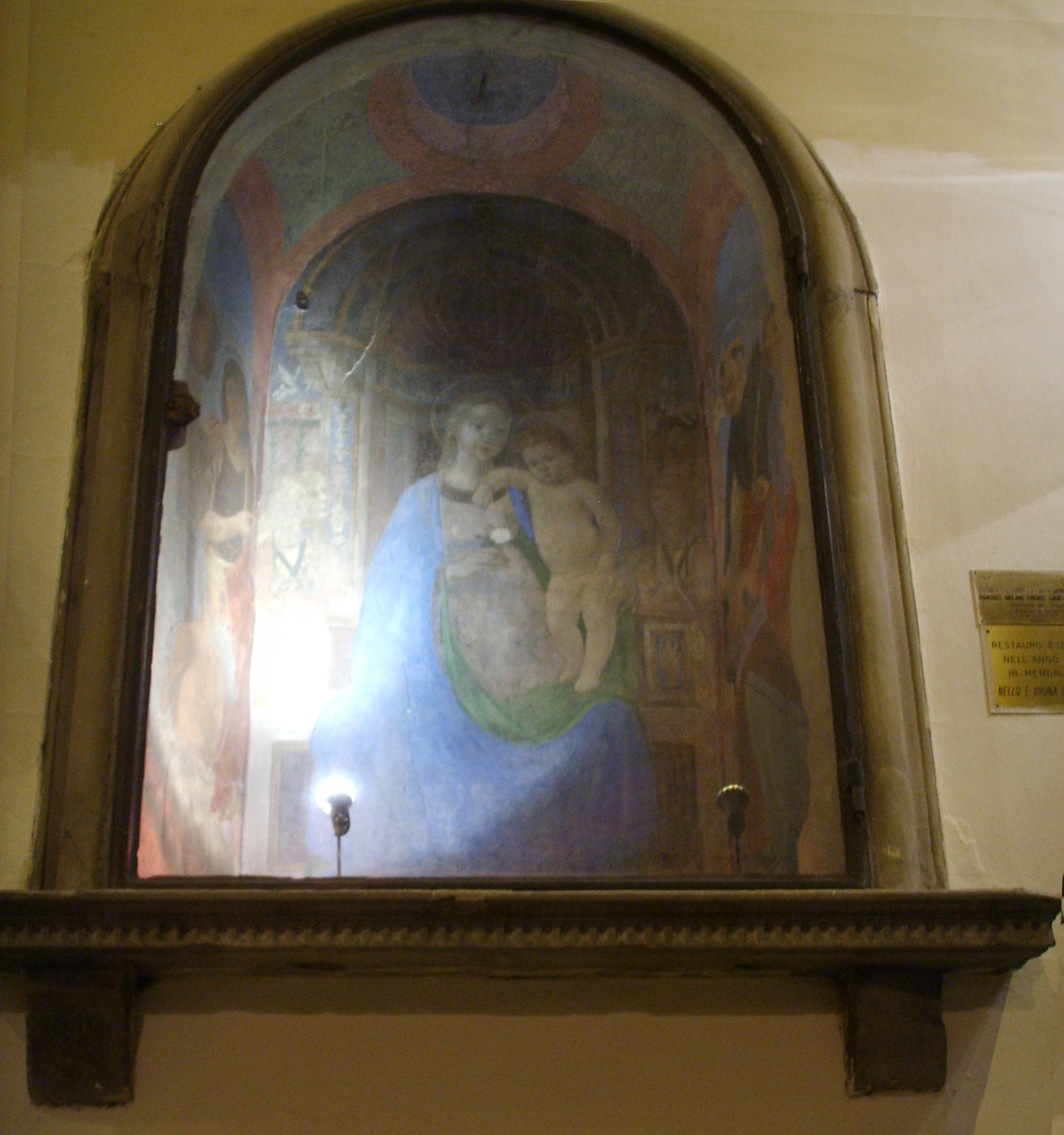
La Madonna della Rosa
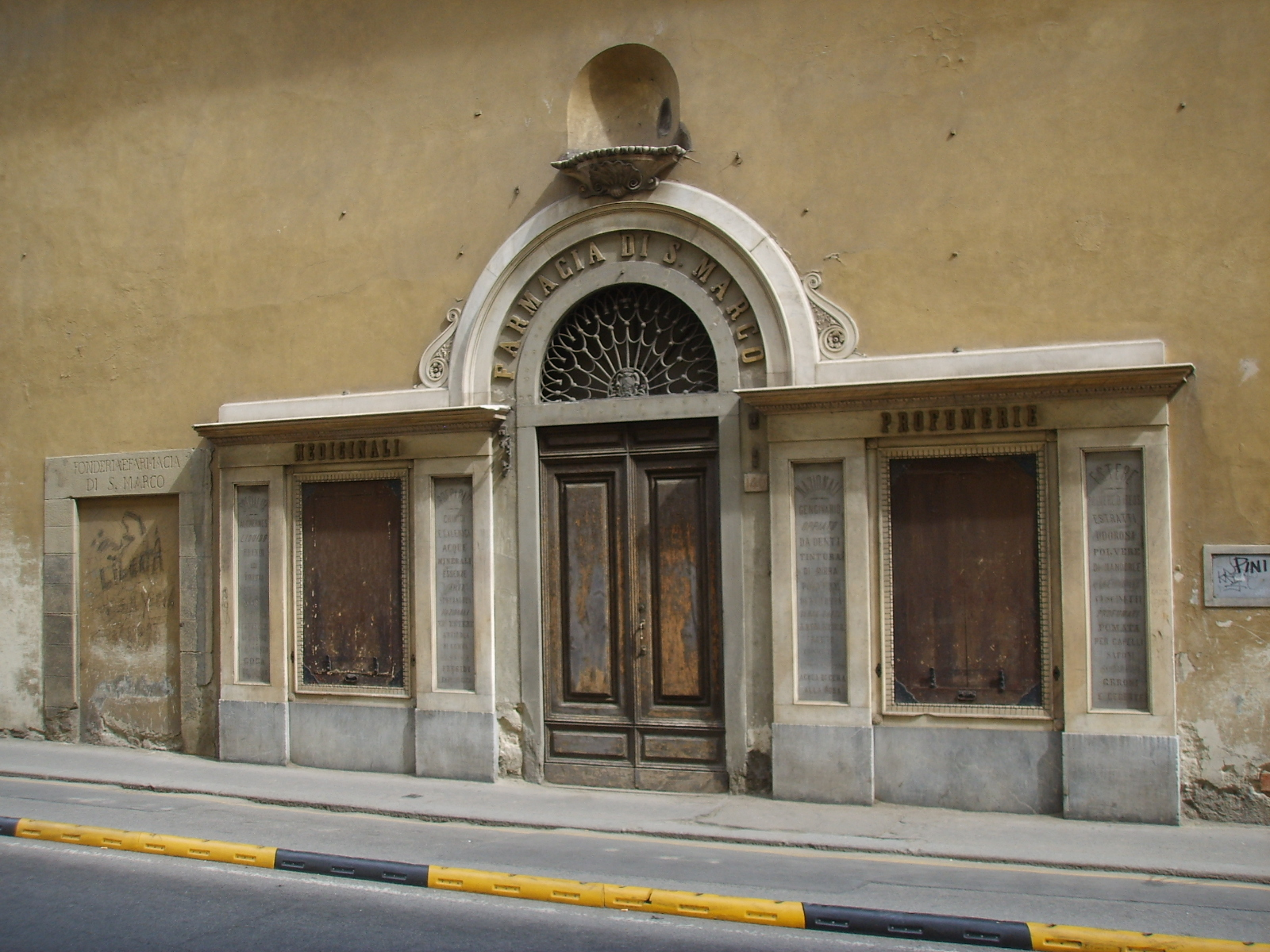
La farmacia di San Marco